# Tremplins de Kiremitliktepe
Les tremplins de Kiremitliktepe sont des tremplins de saut à ski situés à Erzurum en Turquie.

## Présentation
Ce complexe de tremplins est construit spécialement pour l'Universiade d'hiver de 2011. La construction a coûté 67 millions de livres turques et a une capacité de 10 000 spectateurs. Le stade dispose de cinq tremplins : K 125, K 95 (utilisé pour les épreuves), K 60, K 30 et K 15,. C'est le seul site consacré au saut à ski de Turquie.
Les tremplins sont partiellement détruits dans un glissement de terrain le 15 juillet 2014.
Le site a été reconstruit en 2016, et y ont été organisés notamment les épreuves de saut à ski lors du Festival olympique d'hiver 2017 de la jeunesse européenne, et des épreuves de Coupe continentale de saut à ski masculine les 4 et 5 février 2017.